# Judeo-Perzisch
Judeo-Perzisch (Perzisch: فارسیهود; Hebreeuws: פרסית יהודית) verwijst naar zowel een groep Joodse dialecten die gesproken wordt door de Joden die in Iran wonen als naar Joods-Perzische teksten (geschreven in het Hebreeuwse alfabet). Als een collectieve term verwijst het naar een aantal Joods-Iraanse talen die door Joodse gemeenschappen werden gesproken in het voorheen uitgebreide Achaemenidische Rijk. De sprekers verwijzen naar hun taal als Fārsi. Sommige niet-Joden noemen het daarentegen dzhidi, wat in denigrerende zin 'joods' betekent.
In feite is Judeo-Perzisch de Perzische taal, maar dan geschreven in het Hebreeuwse alfabet. Het wordt echter vaak verward met andere Joods-Iraanse talen en dialecten die worden gesproken door de Joodse gemeenschappen in Iran en Israël, zoals Judeo-Shirazi (gesproken in Shiraz), Judeo-Hamadani (gesproken in Hamadan) en Judeo-Kashani (gesproken in Kashan). Deze talen en dialecten bevatten een groot aantal Hebreeuwse leenwoorden. Een andere naam om Joods-Iraanse talen mee aan te duiden, is de term Latorayi, dat zich laat vertalen als 'niet de taal van de Thora'. Met andere woorden is het een vorm van geheimtaal. Dit is bij Judeo-Arabisch juist niet het geval.
Aangezien Joden bijna twee eeuwen onder het Achaemenidische Rijk leefden, leenden velen van hen Perzische woorden die hebben bijgedragen aan de vormgeving van de Hebreeuwse woordenschat. Het gaat hierbij om woorden die de Israëlieten voorafgaand aan de interactie met de Perzen nog niet hadden. Hieronder staan enkele voorbeelden van leenwoorden in de Hebreeuwse taal die hun oorsprong vinden in het (Oud-)Perzisch.
| Hebreeuws | Betekenis             | Perzisch  | Betekenis           |
| --------- | --------------------- | --------- | ------------------- |
| dat       | religie               | dat, daad | wet, gerechtigheid  |
| gezer     | wortel                | gazar     | wortel              |
| gizbar    | penningmeester        | ganzabara | penningmeester      |
| gniza     | bewaarplaats, archief | ganza     | bewaarplaats, schat |
| inbar     | amber                 | ambar     | ambergris           |
| koes      | vagina (vulgair)      | kos       | kont                |
| nargila   | waterpijp             | nargile   | waterpijp           |
| pilpel    | peper                 | pelpel    | peper               |
| shachmat  | schaakmat             | shah mat  | schaakmat           |
| tanur     | oven                  | tanur     | oven                |